# Saarländischer Tischtennisbund
Der Saarländische Tischtennisbund e. V. (STTB) ist der Zusammenschluss der Tischtennis-Vereine im Saarland. Ihm sind 132 Vereine angeschlossen (Stand Juni 2017). Präsident ist Werner Laub, die Geschäftsstelle befindet sich in Saarbrücken.
Der STTB wurde 1946 gegründet. Er war zunächst ein eigenständiger Verband, unabhängig vom Deutschen Tischtennis-Bund DTTB und wurde als solcher 1950 provisorisches und 1951 ordentliches Mitglied des Tischtennis-Weltverbandes ITTF. Er nahm mit eigenen Aktiven an zwei Weltmeisterschaften teil. Als 1956 beschlossen wurde, das Saarland wieder an die Bundesrepublik Deutschland anzuschließen, trat der STTB dem Deutschen Tischtennis-Bund DTTB bei und verlor somit seine internationale Unabhängigkeit.

## Geschichte
Erste Versuche, einen Spielbetrieb im Saarland zu organisieren, gehen auf Erich Mittermüller zurück, der 1932 Meisterschaften veranstaltete, welche in den Einzelwettbewerben Willi Otto und Frl. Seibert sowie die Mannschaften Fürstenhausen (Herren) und Dillingen (Damen) als Sieger sahen. Als einziger saarländischer Verein gehörte Blau-Weiß Dillingen bereits im Jahre 1933 dem DTTB an. 1935 schloss sich das Saarland, das bis dahin Frankreich zugeordnet war, wieder dem Deutschen Reich an. Dabei wurde der Sportbetrieb des Saarlands dem Gaus Süd-West (einer von 16 deutschen Gauen) zugeordnet. Während des Zweiten Weltkrieges kam der Tischtennissport weitgehend zum Erliegen.
Im Frühjahr 1946 gründeten die damals aktiven und von der Militärregierung genehmigten Vereine den Saarländische Tischtennisbund in Saarbrücken im Gasthaus Zum Hirsch. Erster Vorsitzender wurde Karl Dorsch (St. Wendel), Erich Mittermüller übernahm die Organisation des Spielbetriebes. Am 19. Januar 1950 wurde der erste offizielle Länderkampf durchgeführt, der in Saarbrücken gegen Vietnam mit 0:5 verloren ging.
1950 bemühte sich das Saarland um eine Mitgliedschaft im Tischtennis-Weltverband ITTF. Dies wurde vom ITTF-Kongress, der parallel zur Weltmeisterschaft 1951 in Wien stattfand, befürwortet: Das Saarland wurde als provisorisches (good standing) Mitglied aufgenommen, musste sich allerdings gemeinsam mit Deutschland an den Wiederbeschaffungskosten für den Corbillon-Cup, der in den Kriegswirren verloren gegangen war, beteiligen. Die Kosten hierfür betrugen 10 englische Pfund. Ein good standing Mitglied hat alle Rechte der Vollmitglieder, darf allerdings nicht abstimmen. Allerdings wurde der Spielbetrieb mit Deutschland untersagt.
1952 nahm der ITTF-Kongress das Saarland als Vollmitglied auf. Als Folge nahm das Saarland bei den Weltmeisterschaften 1954 in London und 1955 in Utrecht mit Damen- und Herren-Aktiven teil, kam dabei jedoch niemals in die Nähe von Medaillenrängen. Bei diesen Weltmeisterschaften fungierte der Jugoslawe Tibor Harangozo als Trainer.
1952 wurde die Integration des Spielbetriebs in den der Bundesrepublik Deutschland genehmigt. Insbesondere an deutschen Einzel- und Mannschaftsmeisterschaften konnten die Saarländer nun teilnehmen. Dabei blickte das Saarland schon mehrere Jahre lang Richtung Deutschland, es schloss sich damals der Interessengemeinschaft Südwestdeutscher Tischtennis-Verbände an. In der Saison 1954/55 starteten erstmals saarländische Teams, nämlich TV Beckingen und 1. FC Saarbrücken, in der Oberliga Südwest.
Als Ergebnis einer Volksbefragung wurde 1956 von den politisch Verantwortlichen beschlossen, das Saarland in die Bundesrepublik Deutschland einzugliedern. Daraufhin beantragte das Saarland im Juni 1956 die Aufnahme in den Deutschen Tischtennis-Bund DTTB. Diesen Antrag befürwortete die Bundeshauptversammlung im Oktober 1956 in Hachen einstimmig. Die internationale Unabhängigkeit des STTB erlosch damit.

## Bekannte Spieler und Vereine (unvollständig)
Die häufigsten Saarlandmeister seit 1946 sind Karl-Heinz Russy (10), Peter Engel (4), Andreas Koch (4) und Christoph Brubach (4). Deutschlandweit bekannt sind weiterhin u. a. Georg „Zsolt“ Böhm, Josef Böhm, Jürgen Hegenbarth, Jörg Schlichter und Helmut Grob, ehemalige Nationalspieler für das Saarland sind Willi Trautmann, Ossi Michel und Werner Weiß.
Bei den Damen erzielten Anneliese Ratius, Inge Welter und Jutta Deppner je sieben Titelgewinne gefolgt von Nikola Neu (6). Nationalspielerinnen waren Eva Graf, Ella Schneider-Lauer, Annette Greisinger, Susanne Wenzel und Olga Nemes.
Der SV Saar 05 Saarbrücken war 1948 der erste saarländische Mannschaftsmeister der Herren, den Landestitel der Damen holte der 1. FC Saarbrücken. In den 1950er Jahren waren die Herrenmannschaften des TV Beckingen und 1. FC Saarbrücken deutschlandweit in den höchsten Spielklassen vertreten. Der 1. FC Saarbrücken spielte 1966 in der Endrunde zur deutschen Meisterschaft und gehörte zu den Teams, die bei Gründung der Bundesliga 1966 dabei waren. Noch in den 1970er Jahren war er in dieser höchsten deutschen Liga aktiv, ehe er sich aus finanziellen Gründen in untere Spielklassen zurückzog. Seit 2009 spielt er wieder in der TTBL. Der ATSV Saarbrücken feierte eine größten Erfolge in den 1980er Jahren, als die Herren viermal deutsche Meister wurden und auch der Damenmannschaft 1985 der Titelgewinn gelang. Die Damen des TTSV Saarlouis-Fraulautern spielen seit 2007 in der Bundesliga.

## Vorsitzende des STTB
Seit Gründung des SSTB gab es folgende Vorsitzende:
- 1946–1948: Karl Dorsch
- 1948–1964: Erich Voltmer († 1983)[13]
- 1964–1966: Hans Schuhmacher
- 1966–1970: Wenzel Groß
- 1970–1971: Horst Kilp
- 1971–1971: Rainer Becker (kommissarisch)
- 1971–1982: Eligius Simon († 1990)
- 1982–1995: Helmut John
- 1995–1996: Erwin Berg (kommissarisch)
- 1996–1998: Elmar Maier († 2020)[14]
- 1999–2008: Hermann Leinenbach
- 2007–2008: Rainer Germann
- 2008–2015: Hubert Friedrich (im ersten Jahr kommissarisch)
- 2015–2024: Werner Laub
- 2024: Thomas Martin